# Ken Hyland
Pour les articles homonymes, voir Hyland.
Ken Hyland, né le 19 novembre 1951, est un linguiste anglais. Professeur à l'université d'East Anglia, il est spécialiste de la langue anglaise apprise en tant que seconde langue.

## Principales idées
Ken Hyland étudie l'emploi de la première personne du singulier, dans le cadre d'une présentation académique, comme une manière d'affirmer son autorité et de revendiquer un statut de propriétaire et, partant, d'en assumer la responsabilité. Il analyse aussi la citation comme légitimation scientifique. Il en tire pour conséquence que la construction de l'identité du chercheur et l’entreprise de persuasion lors de la rédaction de l'article scientifique sont liées de telle sorte que l'homme de science, à la fois, s'impose et se crédibilise.

## Publications
- Hyland, K. (2016) Teaching and Researching Writing. 3rd edition. London: Routledge.
- Hyland, K. (2015) Academic publishing: issues and challenges in the production of knowledge. Oxford: Oxford University Press.
- Hyland, K. (2015). Academic Written English. Shanghai: Shanghai Foreign Language Education Press.
- Hyland, K. (2012). Disciplinary Identities: Individuality and Community in Academic Writing. Cambridge: Cambridge Applied Linguistics.
- Hyland, K. (2009). Teaching and Researching Writing. 2nd edition. London: Longman.
- Hyland, K. (2009). Academic Discourse: English in a Global Context. London: Continuum.
- Hyland, K. (2006). English for Academic Purposes: An Advanced Resource Book. London: Routledge.
- Hyland, K. (2005). Metadiscourse: Exploring Interaction in Writing. London: Continuum.
- Hyland, K. (2004). Genre and Second Language Writing. Ann Arbor: University of Michigan Press.
- Hyland, K. (2004). Disciplinary Discourses: Social Interactions in Academic Writing. Ann Arbor: University of Michigan Press.
- Hyland, K. (2003). Second Language Writing. New York: Cambridge University Press. [Awarded Honorable Mention for the Kenneth W. Mildenberger Prize, Modern Languages Association].
- Hyland, K. (2002). Teaching and Researching Writing. London: Longman.
- Hyland, K. (2000). Disciplinary Discourses: Social Interactions in Academic Writing. London: Longman
- Hyland, K. (1998). Hedging in Scientific Research Articles. Amsterdam: John Benjamins[5].